# 国家地方警察島根県本部
国家地方警察島根県本部（こっかちほうけいさつしまねけんほんぶ）は、旧警察法時代に存在した島根県の都道府県国家地方警察で、自治体警察を設けない地域を管轄区域とする。また国家地方警察広島警察管区本部の行政管理を受ける。
1954年（昭和29年）の新警察法の公布により廃止され、新たに都道府県警察として島根県警察本部が発足した。

## 組織
1948年（昭和23年）時点
- 総務部
  - 秘書調査課、会計課
- 警務部 　 
  - 人事装備課、教養課
- 刑事部 　 
  - 捜査課、鑑識課、防犯統計課
- 警備部 　 
  - 警備課、交通課、通信課

## 地区警察署
1948年（昭和23年）時点
- 八束地区警察署
- 能養地区警察署
- 仁多地区警察署
- 飯石地区警察署
- 大原地区警察署
- 簸川地区警察署
- 安濃地区警察署
- 邇摩地区警察署
- 邑智地区警察署
- 那賀地区警察署
- 美濃地区警察署
- 鹿足地区警察署
- 島後地区警察署
- 島前地区警察署

## 県内の自治体警察
- 松江市警察
- 浜田市警察
- 出雲市警察
- 益田町警察